# Apple Design Awards
Apple Design Awards (ADA) — специальное мероприятие, организованное корпорацией Apple на своей ежегодной всемирной конференции для разработчиков WWDC. Это событие проходит для того, чтобы выявлять самые талантливые, инновационные и лучшие программные и аппаратные разработки для операционных сред iOS и Mac OS X от независимых разработчиков.
Награждения происходят в различных номинациях (категориях), которые меняются из года в год.
Apple Design Awards проходит с 1996 года, хотя в течение первых двух лет это мероприятие называлось — Human Interface Design Excellence.
C 2003 года награды в виде куба вручаются каждому номинанту. На грани куба нанесён логотип Apple, который светится при прикосновении к нему.

## 2012
Победители выбирались по следующим номинациям: лучшее приложение для iPhone, лучшее приложение для iPad, лучшее приложение для Mac OS X, а также лучшее приложение от учащихся и студентов.

### Лучшее приложение для iPhone
- Jetpack Joyride — аркада с симпатичной анимационной графикой, перерисованной под Retina-дисплей последнего IPhone.
- Where’s My Water — игра-головоломка, которую Apple выделали за ярких персонажей, продуманный геймплей, поддержку последних технологий iOS.
- National Parks — путеводитель по национальным паркам Америки. Своё признание этот путеводитель получил за приятный интерфейс, тонны информации, интеграцию с картами и офлайн-кэширование, социальную интеграцию и т. д.

### Лучшее приложение для iPad
- Bobo Explores Light — настоящий цифровой учебник, рассказывающий про физику света в такой доходчивой форме, что в Купертино перед ней не устояли. Плюс к этому анимация, встроенное видео, интерактивные эксперименты… Иными словами, за этими учебниками будущее.
- DM1-The Drum Machine — мощная драм-машина, ориентированная на профессионалов (как заявляют сами разработчики). Apple отметила приложение за эффективное использование аудиовозможностей планшетника и iOS.
- Paper — очень симпатичное приложение для рисования и черчения. При этом его можно использовать как для каких-то художественных изысков, так и для быстрых набросков, оформления своих идей и даже записи замечаний.

### Лучшее приложение для Mac OS X
- Deus Ex: Human Revolution — популярная игра жанра RPG, которая уже получила своё признание не только от Apple, но и пользователей. Великолепная графика и звук, увлекательный сюжет, глубокая поддержка OpenGL — всё это есть в пресс-релизе Apple.
- Limbo — замечательная игра для пессимистов. Шутка, но лишь отчасти. Limbo потрясает тонким черным юмором, выдержкой общего стиля и не мало кого оставляет равнодушным. Это настолько удивительно для данного жанра, что даже в Купертино не могли проигнорировать.
- Sketch — редактор векторной графики от волшебников из Bohemian Coding. Чистый интерфейс, поддержка основных технологий OS X, отличный рендер текста и графики.

### Лучшее приложение от учащихся и студентов
- daWindci — игрушка-головоломка от группы немецких студентов. Отличная работа с механикой, трехмерной графикой и продуманное управление.
- Little Star — интерактивная обучающая книжка от китайского подрастающего поколения. Удивительно, но идея и её реализация на очень высоком уровне.